# Taekwondo na Igrzyskach Afrykańskich 2019
Taekwondo na Igrzyskach Afrykańskich 2019 odbywało się w dniach 21–23 sierpnia 2019 roku w Palais des Sports - Complexe Sportif Prince Moulay Abdellah położonym w Rabacie.

## Podsumowanie

### Klasyfikacja medalowa
| Klasyfikacja medalowa | Klasyfikacja medalowa         | Klasyfikacja medalowa | Klasyfikacja medalowa | Klasyfikacja medalowa | Klasyfikacja medalowa |
| Miejsce               | państwo                       | Złoto                 | Srebro                | Brąz                  | Razem                 |
| --------------------- | ----------------------------- | --------------------- | --------------------- | --------------------- | --------------------- |
| 1                     | Maroko                        | 5                     | 2                     | 4                     | 11                    |
| 2                     | Wybrzeże Kości Słoniowej      | 3                     | 2                     | 5                     | 10                    |
| 3                     | Egipt                         | 2                     | 8                     | 1                     | 11                    |
| 4                     | Tunezja                       | 2                     | 2                     | 2                     | 6                     |
| 5                     | Niger                         | 2                     | 0                     | 1                     | 3                     |
| 6                     | Nigeria                       | 1                     | 0                     | 5                     | 6                     |
| 7                     | Etiopia                       | 1                     | 0                     | 2                     | 3                     |
| 8                     | Kenia                         | 0                     | 1                     | 1                     | 2                     |
| 9                     | Lesotho                       | 0                     | 1                     | 0                     | 1                     |
| 10                    | Senegal                       | 0                     | 0                     | 4                     | 4                     |
| 11                    | Gabon                         | 0                     | 0                     | 2                     | 2                     |
| 12                    | Botswana                      | 0                     | 0                     | 1                     | 1                     |
| =                     | Burkina Faso                  | 0                     | 0                     | 1                     | 1                     |
| =                     | Czad                          | 0                     | 0                     | 1                     | 1                     |
| =                     | Demokratyczna Republika Konga | 0                     | 0                     | 1                     | 1                     |
| =                     | Mali                          | 0                     | 0                     | 1                     | 1                     |
| Razem                 | Razem                         | 16                    | 16                    | 32                    | 64                    |

### Medaliści
| Konkurencja   | 1. miejsce               | 2. miejsce                | 3. miejsce                                   |           |
| Mężczyźni     | Mężczyźni                | Mężczyźni                 | Mężczyźni                                    | Mężczyźni |
| ------------- | ------------------------ | ------------------------- | -------------------------------------------- | --------- |
| do 54 kg      | Mohamed Khalil Jendoubi  | Moaz Azat                 | Moustapha Kama Solomon Tufa Demse            |           |
| do 58 kg      | Omar Lakehal             | Issa Diakite              | Casimir Betel Hedi Neffati                   |           |
| do 63 kg      | Tariku Girma             | Yassine Khezami           | Abdelbaset Wasfi Christ Seri                 |           |
| do 68 kg      | Ismael Yacouba Garba     | Abdelrahman Abow          | Aaron Kobenan Faical Saidi                   |           |
| do 74 kg      | Firas Katoussi           | Seif Eissa                | Soufiane Elasbi Seydou Fofana                |           |
| do 80 kg      | Cheick Sallah Cissé      | Achraf Mahboubi           | Ababacar Sadikh Soumaré Faysal Sawadogo      |           |
| do 87 kg      | Seydou Gbane             | Salaheldin Khairy         | Sunday Onofe Moustapha Fall                  |           |
| powyżej 87 kg | Abdoul Razak Issoufou    | Abdelrahman Darwish       | Benjamin Okuomose Anthony Obame              |           |
| Kobiety       |                          |                           |                                              |           |
| do 46 kg      | Soukaina Sahib           | Michelle Tau              | Flore Mbubu Karabo Kula                      |           |
| do 49 kg      | Bouma Ferimata Coulibaly | Nour Abdelsalam           | Ikram Dhahri Rabab Ouhadi                    |           |
| do 53 kg      | Chinazum Ruth Nwosu      | Oumaima El Bouchti        | Tsebaot Fikadu Coumba Ndoye                  |           |
| do 57 kg      | Nada Laaraj              | Radwa Nada                | Banassa Diomandé Tekiath Ben Yessouf         |           |
| do 62 kg      | Safia Salih              | Rewan Refaei              | Vivian Chinwe Ndu Koumba Nanah-Hélène Ibo    |           |
| do 67 kg      | Hedaya Malak             | Marie Frédérique Ekpitini | Elizabeth Anyanacho Urgence Mouega           |           |
| do 73 kg      | Maisoun Tolba            | Amani Layouni             | Everlyne Aluocheolod Uzoamaka Otuadinma      |           |
| powyżej 73 kg | Fatima-Ezzahra Aboufaras | Faith Ogallo              | Aminata Charlene Traore Mennatullah Abdalaal |           |